# Distretto di Xixia
Il distretto di Xixia (西夏区S, Xīxià QūP) è un distretto della Cina, situato nella regione autonoma di Ningxia e amministrato dalla prefettura di Yinchuan.